# Cotterstock
Cotterstock is een civil parish in het bestuurlijke gebied East Northamptonshire, in het Engelse graafschap Northamptonshire met 153 inwoners.